# Distort Entertainment
Distort Entertainment är ett kanadensiskt independentskivbolag baserat i Toronto, Ontario.. Skivbolaget är främst inriktat på hardcore-band som till exempel Alexisonfire och Cancer Bats samt metalcore-band som Johnny Truant, men representerar även lugnare musik som Bend Sinister.

## Representerade band och artister
- A Textbook Tragedy
- Alexisonfire
- Architects
- Bend Sinister
- The Bled
- Cancer Bats
- Dead and Divine
- Damn 13
- The End
- Johnny Truant
- Savannah
- Shaped by Fate
- Bury Tomorrow (Storbritannien) - Kanadensisk distribuering
- Straight Reads The Line